# Guerre de Succession de Pologne (1587-1588)
Pour les articles homonymes, voir Guerre de Succession de Pologne et Guerre de Succession.
 (juillet 2015).
Le contenu est difficilement compréhensible vu les erreurs de traduction, qui sont peut-être dues à l'utilisation d'un logiciel de traduction automatique.
 (juillet 2015).
Si vous disposez d'ouvrages ou d'articles de référence ou si vous connaissez des sites web de qualité traitant du thème abordé ici, merci de compléter l'article en donnant les références utiles à sa vérifiabilité et en les liant à la section « Notes et références ».
La guerre de Succession de Pologne se déroule de 1587 à 1588. À la suite du décès du roi de Pologne et grand-duc de Lituanie, Étienne Báthory, Sigismond III Vasa est élu pour lui succéder, mais l'archiduc Maximilien III d'Autriche lui conteste le trône. Deux grandes batailles se dérouleront durant ce conflit : le siège de Cracovie, un échec pour Maximilien, qui ne parvient pas à faire tomber la capitale de la Communauté polono-lituanienne, et la bataille de Byczyna, qui voit la défaite finale de l'archiduc. La victoire de Sigismond est largement due au chancelier et grand-hetman Jan Zamoyski, qui est à la manœuvre tant sur le plan politique que militaire durant ce conflit.

## Contexte
En 1586, à la mort du Roi de Pologne Étienne Bathory, le futur roi de Suède Sigismond III Vasa et Maximilien III de Habsbourg, archiduc d'Autriche, prennent part à l'élection au trône polono-lituanien. Chacun des deux candidats a ses partisans au sein de la Pologne-Lituanie : le chancelier et hetman Jan Zamoyski et le primat de Pologne Stanisław Karnkowski (en) représentent les partisans de Sigismond, tandis que la famille de Zborowski (en) soutient la candidature de Maximilien. Un an auparavant déjà, des tensions entre les familles Zamoyski et Zborowski ont éclaté, bientôt renforcées par l'élection elle-même.
Sigismond, soutenu par Zamoyski et la femme du défunt roi, Anne Jagellon, est élu roi de la république des Deux Nations le 19 août 1587 et reconnu comme tel par le régent, le primat Karnkowski.
Mais l'élection est contestée par Maximilien et les opposants à Sigismond refusent d'en reconnaître le résultat, décrétant que Maximilien est le seul monarque légitime. Trois jours plus tard, le 22 août, les partisans de Zborowski appellent à la rokosz (en) (droit légitime à se rebeller). L'élection tourne au chaos, avec plusieurs tués et de nombreux blessés dans les deux camps. La capitulation n’est une option envisageable pour aucun des deux camps, car le camp perdant devra probablement payer un prix sévère, allant des confiscations et de la perte de prestige, jusqu’à la peine de mort pour trahison.
Ni Sigismond ni Maximilien ne sont présents en Pologne à cette époque. Après avoir pris connaissance du résultat, les deux candidats se hâtent de rejoindre la Pologne. Sigismond arrive à Dantzig (Gdansk) le 28 septembre, avant de gagner Cracovie deux semaines plus tard et de s'y faire couronner, le 27 décembre. Maximilien prend alors la tête d'un corps d'armée, ce qui provoquera la guerre de Succession de Pologne. Il prend Lubowla, mais fin 1587, il échoue dans sa tentative de prendre Cracovie (alors capitale de la Pologne), défendue avec succès par Zamoyski. L'archiduc se retire pour aller à la rencontre des renforts, poursuivi par les forces loyales à Sigismond. Il est défait à la bataille de Byczyna en janvier 1588 et forcé de se rendre. C'est la fin du conflit.

## Conséquences
Grâce à l'intervention d'un envoyé du pape, Maximilien est libéré au bout de treize mois passés en tant qu'« invité » de Zamoyski. Par le traité de Bytom et Będzin (signé le 9 mars 1589), il doit renoncer à la couronne polonaise et son frère, l'empereur Rodolphe II, s'engager à ne pas s'allier avec la Moscovie ou la Suède contre la Pologne. La ville de Lubowla, prise au début du conflit par Maximilien, est rendue à la Pologne. À son retour à Vienne, Maximilien n’honore pas immédiatement sa promesse de renoncer à la couronne polonaise, attendant 1598 pour le faire. Néanmoins, il n'y eut plus par la suite de tensions militaires importantes entre la république des Deux Nations et les Habsbourg, chacun ayant d'autres préoccupations.